# تپه قلعه حاج محمد رسول
تپه قلعه حاج محمد رسول مربوط به هزاره ۱- دوران‌های تاریخی پس از اسلام است و در شهرستان سقز، روستای احمدمرده واقع شده و این اثر در تاریخ ۲۵ اسفند ۱۳۸۰ با شمارهٔ ثبت ۵۰۹۸ به‌عنوان یکی از آثار ملی ایران به ثبت رسیده است.